# Ksenija Novak
Ksenija Novak, slovenska šahistka,  * 12. marec 1987.
Novakova je mojstrica FIDE (wFM) z ratingom 2084.
Leta 2006 je bila članica ženske ekipe Slovenije na 37. šahovski olimpijadi v Torinu, leta 2008 pa na 38. šahovski olimpijadi v Dresdnu.